# Missy (Calvados)
Missy ist eine ehemalige französische Gemeinde mit zuletzt 517 Einwohnern (Stand: 1. Januar 2013) im Département Calvados in der Region Normandie.
Am 1. Januar 2016 wurde Missy im Zuge einer Gebietsreform zusammen mit der benachbarten Gemeinde Noyers-Bocage als Ortsteil in die neue Gemeinde Noyers-Missy eingegliedert. Die Gemeinde Noyers-Missy ging am 1. Januar 2017 in der neuen Gemeinde Val d’Arry auf.

## Geografie
Missy liegt etwa 18 Kilometer westsüdwestlich von Caen.

## Bevölkerungsentwicklung
| Jahr                             | 1793 | 1836 | 1876 | 1926 | 1946 | 1968 | 1990 | 2013 |
| Einwohner                        | 499  | 626  | 480  | 278  | 214  | 326  | 439  | 517  |
| Quelle: Cassini, EHESS und INSEE |      |      |      |      |      |      |      |      |

## Sehenswürdigkeiten
- Kirche Saint-Jean-Baptiste aus dem 13. Jahrhundert, Portal seit 1927 Monument historique[3]
- Ruine eines Schlosses